# FC Triesenberg
Fußball Club Triesenberg es un club amateur de fútbol liechtensteiniano, que juega en Triesenberg, Liechtenstein. Es uno de los siete clubes oficiales en el país. Juega en el Campeonato de Fútbol de Suiza, en la 2. Liga, que es la quinta categoría. El equipo juega anualmente en la Copa de Liechtenstein, pero nunca la ha ganado.

## Historia
El equipo fue fundado en 1972. Como todos los demás equipos de Liechtenstein empezó jugando en la liga suiza, en este caso en la 4. Liga. Llegó a la promoción de ascenso por primera vez en la temporada 1986/87, siendo promovido a la 3. Liga. Se quedó en esa categoría hasta 1998, cuando descendió. En 2001 volvió a ascender a la 3. Liga y en 2010 a la 2. Liga.